# سفارة روسيا لدى السعودية
سفارة روسيا لدى السعودية هي الممثلية الدبلوماسية العليا لدولة روسيا لدى المملكة العربية السعودية. تقع السفارة في حي الرحمانية في الرياض.